# Vodice (miasto Prokuplje)
Vodice (cyr. Водице) – wieś w Serbii, w okręgu toplickim, w mieście Prokuplje. W 2011 roku liczyła 168 mieszkańców.